# Partisans soviétiques en Pologne
Les partisans soviétiques en Pologne sont des soldats de l'armée rouge, mis en fuite par l'avancée des troupes allemandes lors de l'opération Barbarossa, en 1941, et qui faute de soutien des populations locales, se regroupent dans les forêts autour de Nowogródek (Navahroudak), Lida et Wilno (Vilnius). Ils forment alors des groupes de partisans qui s'opposent à l'occupant mais aussi très souvent aux résistants polonais.

## Premières années de guerre
Jusqu'au début de l'année 1943, les partisans soviétiques se préoccupent surtout de leur survie derrière les lignes ennemies. Leur activité se limite principalement à des actions de sabotage et le diversion plutôt que d'engager le combat contre les forces allemandes et les unités de police collaborationniste. Au cours de cette première période, divers groupes de partisans collaborent avec la résistance polonaise du ZWZ, crée dès l'automne 1939 et qui deviendra l'Armia Krajowa.
Ce n'est cependant pas le grand amour entre résistance polonaise et résistance soviétique. Dès les premières années de la guerre, après l'invasion soviétique, la population polonaise a en effet beaucoup souffert de la répression exercée contre elle par Joseph Staline qui entend empêcher la réémergence d'une Pologne indépendante une foi la guerre terminée.

## Dernières années de guerre
En avril 1943, alors que le front se rapproche, les relations diplomatiques entre le gouvernement polonais en exil et l'Union soviétique sont rompues à la suite de la découverte du massacre de Katyń. La collaboration entre les résistants polonais et les partisans soviétiques prend fin aussitôt. Le 22 juin 1943, les Soviétiques entament un conflit ouvert contre la résistance polonaise.
Dans les régions revendiquées par l'Union soviétique, des villages et des petites villes, considérés comme déloyaux, sont attaqués. Les actions brutales de représailles déclenchent la création de nombreuses unités d'auto-défense qui rejoignent souvent les rangs de l'Armia Krajowa. Des actions similaires sur les organisations polonaises ont également lieu en Ukraine. La propagande communiste qualifie la résistance polonaise de « bandes de blancs Polonais », ou « protégés de la Gestapo ». Le 23 juin 1943, les dirigeants soviétiques ordonnent aux partisans de dénoncer les résistants polonais aux nazis.
Les unités soviétiques sont autorisés à « tirer sur les dirigeants [polonais]» et à « discréditer, désarmer et dissoudre » leurs unités. Invités pour définir une stratégie commune, des dirigeants polonais sont arrêtés et assassinés.
À la fin de 1943, les actions de partisans soviétiques, qui ont reçu l'ordre de liquider les forces de l'AK, donnent lieu à une coopération entre certaines unités de l'AK et les Allemands. Quand ceux-ci proposent des armes pour lutter contre les partisans soviétiques, certaines unités polonaises des secteurs de Nowogródek et de Wilno décident de les accepter. De tels arrangements, purement tactiques, ne constituaient cependant pas une preuve d'une collaboration idéologique comme celle du Régime de Vichy en France, le régime Quisling en Norvège ou plus proche de la région, l'Organisation des nationalistes ukrainiens.
Il n'y eut pas d'actions militaires conjointes entre Polonais et Allemands. Cette coopération des commandants locaux avec les Allemands est cependant fermement condamnée par le haut commandement de l'AK et le gouvernement polonais à Londres, qui le 17 janvier 1944, ordonne d'arrêter les responsables indisciplinés.

## L'après-guerre
La lutte armée continue jusqu'à l'arrivée de l'Armée rouge en 1944 et bien après. Dans les années qui suivent, Soviétiques et communistes polonais travaillent ensemble à éradiquer les restes de la résistance polonaise anti-soviétique, connue sous le nom de soldats maudits.

## Sources
- (en) Cet article est partiellement ou en totalité issu de l’article de Wikipédia en anglais intitulé « Soviet partisans in Poland » (voir la liste des auteurs).